# 程炜
程炜（？—），男，中华人民共和国政治人物，曾任浙江省政协副主席，中国民主建国会中央委员会常务委员，浙江省委员会主任委员。